# Kanada na Letnich Igrzyskach Olimpijskich 2020
Kanadę na Letnich Igrzyskach Olimpijskich 2020 reprezentowało 378 zawodników: 140 mężczyzn i 230 kobiet. Był to 27. start reprezentacji Kanady na letnich igrzyskach olimpijskich.

## Zdobyte medale[3]
| Medal  | Zawodnik | Dyscyplina           | Konkurencja                               | Rezultat                                                                         | Data       |
| ------ | --- | -------------------- | ----------------------------------------- | -------------------------------------------------------------------------------- | ---------- |
| Złoto  | Margaret MacNeil | Pływanie             | 100 m stylem motylkowym kobiet            | 55,59 s                                                                          | 26 lipca   |
| Złoto  | Maude Charron | Podnoszenie ciężarów | kategoria do 64 kg kobiet                 | 236 kg                                                                           | 27 lipca   |
| Złoto  | Lisa Roman, Kasia Gruchalla-Wesierski, Christine Roper, Andrea Proske, Susanne Grainger, Madison Mailey, Sydney Payne, Avalon Wasteneys, Kristen Kit | Wioślarstwo          | ósemka kobiet                             | 5:59,13                                                                          | 30 lipca   |
| Złoto  | Andre De Grasse | Lekkoatletyka        | bieg na 200 m mężczyzn                    | 19,62 s                                                                          | 4 sierpnia |
| Złoto  | Damian Warner | Lekkoatletyka        | dziesięciobój mężczyzn                    | 9018 pkt                                                                         | 5 sierpnia |
| Złoto  | Stephanie Labbé, Allysha Chapman, Kadeisha Buchanan, Shelina Zadorsky, Quinn, Deanne Rose, Julia Grosso, Jayde Riviere, Adriana Leon, Ashley Lawrence, Desiree Scott, Christine Sinclair, Evelyne Viens, Vanessa Gilles, Nichelle Prince, Janine Beckie, Jessie Fleming, Kailen Sheridan, Jordyn Huitema, Sophie Schmidt, Gabrielle Carle, Erin McLeod | Piłka nożna          | turniej kobiet                            | W finale pokonały reprezentację Szwecji                                          | 6 sierpnia |
| Złoto  | Kelsey Mitchell | Kolarstwo torowe     | sprint kobiet                             | W finale pokonała Ukrainkę Ołenę Starikową                                       | 8 sierpnia |
| Srebro | Kayla Sanchez, Margaret MacNeil, Rebecca Smith, Penny Oleksiak, Taylor Ruck | Pływanie             | sztafeta 4 × 100 m stylem wolnym kobiet   | 3:32,78                                                                          | 25 lipca   |
| Srebro | Jennifer Abel, Mélissa Citrini-Beaulieu | Skoki do wody        | skoki na trampolinie synchroniczne kobiet | 300,78 pkt                                                                       | 25 lipca   |
| Srebro | Kylie Masse | Pływanie             | 100 m stylem grzbietowym kobiet           | 57,72 s                                                                          | 27 lipca   |
| Srebro | Kylie Masse | Pływanie             | 200 m stylem grzbietowym kobiet           | 2:05,42                                                                          | 31 lipca   |
| Srebro | Laurence Vincent-Lapointe | Kajakarstwo          | C-1 200 m kobiet                          | 46,786 s                                                                         | 4 sierpnia |
| Srebro | Mohammed Ahmed | Lekkoatletyka        | bieg na 5000 m mężczyzn                   | 12:58,61                                                                         | 6 sierpnia |
| Srebro | Aaron Brown, Jerome Blake, Brendon Rodney, Andre De Grasse | Lekkoatletyka        | sztafeta 4 × 100 m mężczyzn               | 37,70 s                                                                          | 6 sierpnia |
| Brąz   | Jessica Klimkait | Judo                 | kategoria do 57 kg kobiet                 | W pojedynku o brązowy medal pokonała reprezentantkę Słowenii Kaja Kajzer         | 26 lipca   |
| Brąz   | Danielle Lawrie, Sara Groenewegen, Jenna Caira, Lauren Bay-Regula, Natalie Wideman, Kaleigh Rafter, Kelsey Harshman, Joey Lye, Jennifer Salling, Janet Leung, Emma Entzminger, Erika Polidori, Victoria Hayward, Jennifer Gilbert, Larissa Franklin | Softball             | turniej kobiet                            | W meczu o brązowy medal pokonały reprezentację Meksyku                           | 27 lipca   |
| Brąz   | Catherine Beauchemin-Pinard | Judo                 | kategoria do 63 kg kobiet                 | W pojedynku o brązowy medal pokonała reprezentantkę Wenezueli Anriquelis Barrios | 27 lipca   |
| Brąz   | Penelope Oleksiak | Pływanie             | 200 m stylem dowolnym kobiet              | 1:54,70                                                                          | 28 lipca   |
| Brąz   | Caileigh Filmer, Hillary Janssens | Wioślarstwo          | dwójka bez sternika kobiet                | 6:52,10                                                                          | 29 lipca   |
| Brąz   | Kylie Masse, Sydney Pickrem, Margaret MacNeil, Penny Oleksiak, Taylor Ruck, Kayla Sanchez | Pływanie             | sztafeta 4 × 100 m stylem zmiennym kobiet | 3:52,60                                                                          | 1 sierpnia |
| Brąz   | Andre De Grasse | Lekkoatletyka        | bieg na 100 m mężczyzn                    | 9,89 s                                                                           | 1 sierpnia |
| Brąz   | Lauriane Genest | Kolarstwo            | keirin kobiet                             |                                                                                  | 5 sierpnia |
| Brąz   | Evan Dunfee | Lekkoatletyka        | chód na 50 km mężczyzn                    | 3:50:59                                                                          | 6 sierpnia |
| Brąz   | Laurence Vincent-Lapointe, Katie Vincent | kajakarstwo          | C-2 500 m kobiet                          | 1:59,041                                                                         | 7 sierpnia |

## Skład kadry

### Badminton
| Zawodnik                        | Konkurencja        | Faza grupowa                                   | Faza grupowa                                 | Faza grupowa                         | Pozycja | 1/8                      | Ćwierćfinały     | Półfinały        | Finał            | Finał   | Źródło                    |
| Zawodnik                        | Konkurencja        | Przeciwnik Wynik                               | Przeciwnik Wynik                             | Przeciwnik Wynik                     | Pozycja | Przeciwnik Wynik         | Przeciwnik Wynik | Przeciwnik Wynik | Przeciwnik Wynik | Pozycja | Źródło                    |
| ------------------------------- | ------------------ | ---------------------------------------------- | -------------------------------------------- | ------------------------------------ | ------- | ------------------------ | ---------------- | ---------------- | ---------------- | ------- | ------------------------- |
| Brian Yang                      | gra pojedyncza (m) | Burestedt 0:2 (12:21, 17:21)                   | Chou Tien-chen 1:2 (18:21, 21:16, 20:22)     | N\A                                  | 3.      | NQ                       | NQ               | NQ               | NQ               | 15.     | [ 4 ] [ 5 ] [ 6 ]         |
| Michelle Li                     | gra pojedyncza (k) | Sotomayor 2:0 (21:8, 21:9)                     | Repiská 2:0 (21:18, 21:16)                   | N\A                                  | 1.      | Okuhara 0:2 (9:21, 7:21) | NQ               | NQ               | NQ               | 9.      | [ 7 ] [ 5 ] [ 8 ]         |
| Jason Ho-Shue Nyl Yakura        | gra podwójna (m)   | Ahsan Setiawan 0:2 (12:21, 11:21)              | Choi Sol-gyu Seo Seung-jae 0:2 (14:21, 8:21) | Chia Soh Wooi Yik 0:2 (15:21, 13:21) | 4.      | N/A                      | NQ               | NQ               | NQ               | 9.      | [ 9 ] [ 7 ] [ 4 ] [ 10 ]  |
| Rachel Honderich Kristen Tsai   | gra podwójna (m)   | Piek Seinen 1:2 (21:16, 14:21, 15:21)          | Matsumoto Nagahara 1:2 (21:14, 19:21, 18:21) | Hany Hosny 2:1 (21:5, 21:6)          | 3.      | N/A                      | NQ               | NQ               | NQ               | 9.      | [ 9 ] [ 7 ] [ 4 ] [ 11 ]  |
| Joshua Hurlburt-Yu Josephine Wu | mikst              | Puavaranukroh Taerattanachai 0:2 (13:21, 6:21) | Ellis Smith 0:2 (13:21, 19:21)               | Gicquel Delrue 0:2 (12:21, 13:21)    | 4.      | N/A                      | NQ               | NQ               | NQ               | 9.      | [ 9 ] [ 7 ] [ 12 ] [ 13 ] |

### Boks
| Zawodnik          | Konkurencja              | 1/16              | 1/8              | Ćwierćfinał      | Półfinał         | Finał            | Finał   | Źródło |
| Zawodnik          | Konkurencja              | Przeciwnik Wynik  | Przeciwnik Wynik | Przeciwnik Wynik | Przeciwnik Wynik | Przeciwnik Wynik | Miejsce | Źródło |
| ----------------- | ------------------------ | ----------------- | ---------------- | ---------------- | ---------------- | ---------------- | ------- | ------ |
| Wyatt Sanford     | waga półśrednia mężczyzn | Clair P 0-5       | NQ               | NQ               | NQ               | NQ               | 17.     | [ 14 ] |
| Mandy Bujold      | waga musza kobiet        | Radovanović P 0-5 | NQ               | NQ               | NQ               | NQ               | 17.     | [ 15 ] |
| Caroline Veyre    | waga piórkowa kobiet     | Bye               | Ćaćić W 5-0      | Testa P 0-5      | NQ               | NQ               | 5.      | [ 16 ] |
| Myriam Da Silva   | waga półśrednia kobiet   | Bye               | Moronta P 0-5    | NQ               | NQ               | NQ               | 9.      | [ 17 ] |
| Tammara Thibeault | waga średnia kobiet      | Bye               | Ryabets W 4-1    | Fontijn P 0-5    | NQ               | NQ               | 5.      | [ 18 ] |

### Gimnastyka
Mężczyźni
| Zawodnik       | Konkurencja                 | Kwalifikacje | Kwalifikacje | Kwalifikacje | Kwalifikacje | Kwalifikacje | Kwalifikacje | Kwalifikacje | Kwalifikacje | Finał    | Finał    | Finał    | Finał    | Finał    | Finał    | Finał | Finał   | Źródło |
| Zawodnik       | Konkurencja                 | Przyrząd     | Przyrząd     | Przyrząd     | Przyrząd     | Przyrząd     | Przyrząd     | Razem        | Pozycja      | Przyrząd | Przyrząd | Przyrząd | Przyrząd | Przyrząd | Przyrząd | Razem | Pozycja | Źródło |
| Zawodnik       | Konkurencja                 | F            | PH           | R            | V            | PB           | HB           | Razem        | Pozycja      | F        | PH       | R        | V        | PB       | HB       | Razem | Pozycja | Źródło |
| -------------- | --------------------------- | ------------ | ------------ | ------------ | ------------ | ------------ | ------------ | ------------ | ------------ | -------- | -------- | -------- | -------- | -------- | -------- | ----- | ------- | ------ |
| René Cournoyer | wielobój indywidualnie      | 11,766       | 12,800       | 13,666       | 13,866       | 12,333       | 13,266       | 77,697       | 55.          | NQ       | NQ       | NQ       | NQ       | NQ       | NQ       | NQ    | 55.     | [ 19 ] |
| René Cournoyer | ćwiczenia wolne             | 11,766       | N/A          | N/A          | N/A          | N/A          | N/A          | 11,766       | 68.          | NQ       | NQ       | NQ       | NQ       | NQ       | NQ       | NQ    | 68.     | [ 19 ] |
| René Cournoyer | ćwiczenia na poręczach      | N/A          | N/A          | N/A          | N/A          | 12,333       | N/A          | 12,333       | 63.          | NQ       | NQ       | NQ       | NQ       | NQ       | NQ       | NQ    | 63.     | [ 19 ] |
| René Cournoyer | ćwiczenia na drążku         | N/A          | N/A          | N/A          | N/A          | N/A          | 13,266       | 13,266       | 36.          | NQ       | NQ       | NQ       | NQ       | NQ       | NQ       | NQ    | 36.     | [ 19 ] |
| René Cournoyer | ćwiczenia na koniu z łękami | N/A          | 12,800       | N/A          | N/A          | N/A          | N/A          | 12,800       | 55.          | NQ       | NQ       | NQ       | NQ       | NQ       | NQ       | NQ    | 55.     | [ 19 ] |
| René Cournoyer | ćwiczenia na kółkach        | N/A          | N/A          | 13,666       | N/A          | N/A          | N/A          | 13,666       | 33.          | NQ       | NQ       | NQ       | NQ       | NQ       | NQ       | NQ    | 33.     | [ 19 ] |

Kobiety
| Zawodniczka    | Konkurencja        | Kwalifikacje | Kwalifikacje | Kwalifikacje | Kwalifikacje | Kwalifikacje | Finał    | Finał    | Finał    | Finał    | Finał | Pozycja | Źródło |
| Zawodniczka    | Konkurencja        | Przyrząd     | Przyrząd     | Przyrząd     | Przyrząd     | Razem        | Przyrząd | Przyrząd | Przyrząd | Przyrząd | Razem | Pozycja | Źródło |
| Zawodniczka    | Konkurencja        | V            | UB           | BB           | F            | Razem        | V        | UB       | BB       | F        | Razem | Pozycja | Źródło |
| -------------- | ------------------ | ------------ | ------------ | ------------ | ------------ | ------------ | -------- | -------- | -------- | -------- | ----- | ------- | ------ |
| Elsabeth Black | wielobój drużynowy | 14,533       | 12,800       | 14,100       | 12,266       | 53,699       | NQ       | NQ       | NQ       | NQ       | NQ    | 10.     | [ 20 ] |
| Brooklyn Moors | wielobój drużynowy | 14,133       | 13,000       | 13,300       | 13,533       | 53,966       | NQ       | NQ       | NQ       | NQ       | NQ    | 10.     | [ 21 ] |
| Shallon Olsen  | wielobój drużynowy | 14,966       | 11,900       | 12,066       | 13,033       | 51,965       | NQ       | NQ       | NQ       | NQ       | NQ    | 10.     | [ 22 ] |
| Ava Stewart    | wielobój drużynowy | 12,933       | 12,900       | 12,000       | 12,600       | 50,433       | NQ       | NQ       | NQ       | NQ       | NQ    | 10.     | [ 23 ] |
| Razem          | wielobój drużynowy | 43,632       | 38,700       | 39,466       | 39,166       | 160,964      | NQ       | NQ       | NQ       | NQ       | NQ    | 10.     | [ 24 ] |

| Zawodniczka    | Konkurencja             | Kwalifikacje | Kwalifikacje | Kwalifikacje | Kwalifikacje | Kwalifikacje | Kwalifikacje | Finał     | Finał     | Finał     | Finał     | Finał  | Finał   | Źródło |
| Zawodniczka    | Konkurencja             | Przyrządy    | Przyrządy    | Przyrządy    | Przyrządy    | Razem        | Pozycja      | Przyrządy | Przyrządy | Przyrządy | Przyrządy | Razem  | Pozycja | Źródło |
| Zawodniczka    | Konkurencja             | V            | UB           | BB           | F            | Razem        | Pozycja      | V         | UB        | BB        | F         | Razem  | Pozycja | Źródło |
| -------------- | ----------------------- | ------------ | ------------ | ------------ | ------------ | ------------ | ------------ | --------- | --------- | --------- | --------- | ------ | ------- | ------ |
| Brooklyn Moors | wielobój indywidualnie  | 14,133       | 13,000       | 13,300       | 13,533       | 53,966       | 22.          | 14,300    | 13,000    | 12,433    | 13,566    | 53,299 | 16.     | [ 21 ] |
| Elsabeth Black | wielobój indywidualnie  | 14,533       | 12,800       | 14,100       | 12,266       | 53,699       | 24.          | NQ        | NQ        | NQ        | NQ        | NQ     | 24.     | [ 20 ] |
| Shallon Olsen  | wielobój indywidualnie  | 14,966       | 11,900       | 12,066       | 13,033       | 51,965       | 46.          | NQ        | NQ        | NQ        | NQ        | NQ     | 46.     | [ 22 ] |
| Ava Stewart    | wielobój indywidualnie  | 12,933       | 12,900       | 12,000       | 12,600       | 50,433       | 58.          | NQ        | NQ        | NQ        | NQ        | NQ     | 58.     | [ 23 ] |
| Brooklyn Moors | ćwiczenia na poręczach  | N/A          | 13,000       | N/A          | N/A          | 13,000       | 46.          | NQ        | NQ        | NQ        | NQ        | NQ     | 46.     | [ 21 ] |
| Ava Stewart    | ćwiczenia na poręczach  | N/A          | 12,900       | N/A          | N/A          | 12,900       | 50.          | NQ        | NQ        | NQ        | NQ        | NQ     | 50.     | [ 23 ] |
| Elsabeth Black | ćwiczenia na poręczach  | N/A          | 12,800       | N/A          | N/A          | 12,800       | 54.          | NQ        | NQ        | NQ        | NQ        | NQ     | 54.     | [ 20 ] |
| Shallon Olsen  | ćwiczenia na poręczach  | N/A          | 11,900       | N/A          | N/A          | 11,900       | 68.          | NQ        | NQ        | NQ        | NQ        | NQ     | 68.     | [ 22 ] |
| Elsabeth Black | ćwiczenia na równoważni | N/A          | N/A          | 14,100       | N/A          | 14,100       | 6.           | N/A       | N/A       | 13,866    | N/A       | 13,866 | 4.      | [ 20 ] |
| Brooklyn Moors | ćwiczenia na równoważni | N/A          | N/A          | 13,300       | N/A          | 13,300       | 25.          | NQ        | NQ        | NQ        | NQ        | NQ     | 25.     | [ 21 ] |
| Shallon Olsen  | ćwiczenia na równoważni | N/A          | N/A          | 12,066       | N/A          | 12,066       | 66.          | NQ        | NQ        | NQ        | NQ        | NQ     | 66.     | [ 22 ] |
| Ava Stewart    | ćwiczenia na równoważni | N/A          | N/A          | 12,000       | N/A          | 12,000       | 67.          | NQ        | NQ        | NQ        | NQ        | NQ     | 67.     | [ 23 ] |
| Brooklyn Moors | ćwiczenia wolne         | N/A          | N/A          | N/A          | 13,533       | 13,533       | 15.          | NQ        | NQ        | NQ        | NQ        | NQ     | 15.     | [ 21 ] |
| Shallon Olsen  | ćwiczenia wolne         | N/A          | N/A          | N/A          | 13,033       | 13,033       | 29.          | NQ        | NQ        | NQ        | NQ        | NQ     | 29.     | [ 22 ] |
| Ava Stewart    | ćwiczenia wolne         | N/A          | N/A          | N/A          | 12,600       | 12,600       | 51.          | NQ        | NQ        | NQ        | NQ        | NQ     | 51.     | [ 23 ] |
| Elsabeth Black | ćwiczenia wolne         | N/A          | N/A          | N/A          | 12,266       | 12,266       | 63.          | NQ        | NQ        | NQ        | NQ        | NQ     | 63.     | [ 20 ] |
| Shallon Olsen  | skoki                   | 14,699       | N/A          | N/A          | N/A          | 14,699       | 6.           | 14,550    | N/A       | N/A       | N/A       | 14,550 | 7.      | [ 20 ] |
| Elsabeth Black | skoki                   | 14,416       | N/A          | N/A          | N/A          | 14,416       | 12.          | NQ        | NQ        | NQ        | NQ        | NQ     | 12.     | [ 20 ] |

### Skoki na trampolinie
| Zawodnik            | Konkurencja | Eliminacje        | Eliminacje    | Eliminacje | Eliminacje | Eliminacje | Finał    | Finał     | Finał  | Finał  | Finał   | Finał   | Źródło |
| Zawodnik            | Konkurencja | Układ obowiązkowy | Układ dowolny | Kara       | Razem      | Pozycja    | Trudność | Wykonanie | Lot    | Kara   | Łącznie | Pozycja | Źródło |
| Zawodnik            | Konkurencja | Punkty            | Punkty        | Punkty     | Punkty     | Pozycja    | Punkty   | Punkty    | Punkty | Punkty | Punkty  | Pozycja | Źródło |
| ------------------- | ----------- | ----------------- | ------------- | ---------- | ---------- | ---------- | -------- | --------- | ------ | ------ | ------- | ------- | ------ |
| Rosannagh MacLennan | kobiety     | 48,840            | 55,595        |            | 104,435    | 4.         | 14,900   | 15,600    | 9,200  | 15,760 | 55,460  | 4.      | [ 25 ] |
| Samantha Smith      | kobiety     | 48,335            | 11,210        |            | 59,545     | 14.        | NQ       | NQ        | NQ     | NQ     | NQ      | 14.     | [ 25 ] |

### Golf
| Zawodnik         | Konkurencja | Runda 1 | Runda 2 | Runda 3 | Runda 4 | Łącznie | Łącznie | Łącznie | Źródło |
| Zawodnik         | Konkurencja | Wynik   | Wynik   | Wynik   | Wynik   | Wynik   | Par     | Pozycja | Źródło |
| ---------------- | ----------- | ------- | ------- | ------- | ------- | ------- | ------- | ------- | ------ |
| Brooke Henderson | kobiety     | 74      | 68      | 71      | 67      | 280     | – 4     | 29.     | [ 26 ] |
| Alena Sharp      | kobiety     | 74      | 71      | 69      | 75      | 289     | + 5     | 49.     | [ 26 ] |
| Corey Conners    | Mężczyźni   | 69      | 71      | 66      | 65      | 271     | – 13    | 13.     | [ 27 ] |
| Mackenzie Hughes | Mężczyźni   | 69      | 72      | 65      | 75      | 281     | – 3     | 50.     | [ 27 ] |

### Hokej na trawie
- Reprezentacja mężczyzn

| - Floris van Son - Brandon Pereira - Scott Tupper - Gabriel Ho-Garcia - Oliver Scholfield - Keegan Pereira - Brendan Guraliuk - Gordon Johnston - Brenden Bissett |  | - Jamie Wallace - Mark Pearson - Fin Boothroyd - Matthew Sarmento - John Smythe - James Kirkpatrick - Sukhi Panesar - Taylor Curran - Antoni Kindler |

| Drużyna | Konkurencja | Faza grupowa     | Faza grupowa        | Faza grupowa     | Faza grupowa     | Faza grupowa          | Faza grupowa | Ćwierćfinały     | Półfinały        | Finał            | Pozycja | Źródło |
| Drużyna | Konkurencja | Przeciwnik Wynik | Przeciwnik Wynik    | Przeciwnik Wynik | Przeciwnik Wynik | Przeciwnik Wynik      | Pozycja      | Przeciwnik Wynik | Przeciwnik Wynik | Przeciwnik Wynik | Pozycja | Źródło |
| ------- | ----------- | ---------------- | ------------------- | ---------------- | ---------------- | --------------------- | ------------ | ---------------- | ---------------- | ---------------- | ------- | ------ |
| Kanada  | mężczyźni   | Niemcy 1:7       | Wielka Brytania 1:3 | Holandia 2:4     | Belgia 1:9       | Południowa Afryka 4:4 | 6.           | NQ               | NQ               | NQ               | 12.     | [ 28 ] |

### Jeździectwo
Ujeżdżenie
| Zawodnik                                                   | Koń                      | Konkurencja             | Grand Prix | Grand Prix | Grand Prix Special | Grand Prix Special | Finał  | Finał | Źródło               |
| Zawodnik                                                   | Koń                      | Konkurencja             | Wynik      | Poz.       | Wynik              | Poz.               | Wynik  | Poz.  | Źródło               |
| ---------------------------------------------------------- | ------------------------ | ----------------------- | ---------- | ---------- | ------------------ | ------------------ | ------ | ----- | -------------------- |
| Brittany Fraser-Beaulieu                                   | Ujeżdżenie indywidualnie | All In                  | 71,677     | 19.        | N/A                | N/A                | 76,404 | 18.   | [ 29 ] [ 30 ] [ 31 ] |
| Chris von Martels                                          | Ujeżdżenie indywidualnie | Eclips                  | 68,059     | 39.        | NQ                 | NQ                 | NQ     | 39.   | [ 29 ] [ 30 ] [ 31 ] |
| Lindsay Kellock                                            | Ujeżdżenie indywidualnie | Sebastien               | 65,404     | 50.        | NQ                 | NQ                 | NQ     | 50.   | [ 29 ] [ 30 ] [ 31 ] |
| Brittany Fraser-Beaulieu Chris von Martels Lindsay Kellock | ujeżdżenie drużynowe     | All In Eclips Sebastien | 6605,5     | 11.        | N/A                | N/A                | NQ     | NQ    | [ 32 ]               |

Skoki przez przeszkody
| Zawodnik          | Konkurencja   | Koń         | Kwalifikacje | Kwalifikacje | Kwalifikacje | Kwalifikacje | Finał      | Finał       | Finał   | Pozycja | Źródło        |
| Zawodnik          | Konkurencja   | Koń         | Kary         | Kary         | Łącznie      | Pozycja      | Kary       | Kary        | Łącznie | Pozycja | Źródło        |
| Zawodnik          | Konkurencja   | Koń         | Przeszkody   | Limit czasu  | Łącznie      | Pozycja      | Przeszkody | Limit czasu | Łącznie | Pozycja | Źródło        |
| ----------------- | ------------- | ----------- | ------------ | ------------ | ------------ | ------------ | ---------- | ----------- | ------- | ------- | ------------- |
| Mario Deslauriers | indywidualnie | Bardolina 2 | 0            | 0            | 0            | 1.           | 12         | 1           | 13      | 22.     | [ 33 ] [ 34 ] |

WKKW
| Zawodnik      | Konkurencja   | Koń                   | Ujeżdżenie | Cross country | Skoki (runda kwalifikacyjna) | Razem | Skoki (runda finałowa) | Finał | Pozycja | Źródło |
| ------------- | ------------- | --------------------- | ---------- | ------------- | ---------------------------- | ----- | ---------------------- | ----- | ------- | ------ |
| Colleen Loach | indywidualnie | Qorry Blue d’Argouges | 35,60      | 7,20          | 8,00                         | 50,80 | NQ                     | NQ    | 28.     | [ 35 ] |

### Judo
| Zawodnik                    | Konkurencja | 1/16                | 1/8                 | Ćwierćfinał             | Półfinał            | Repasaże            | Finał / 3. miejsce  | Finał / 3. miejsce | Źródła |
| Zawodnik                    | Konkurencja | Przeciwniczka Wynik | Przeciwniczka Wynik | Przeciwniczka Wynik     | Przeciwniczka Wynik | Przeciwniczka Wynik | Przeciwniczka Wynik | Pozycja            | Źródła |
| --------------------------- | ----------- | ------------------- | ------------------- | ----------------------- | ------------------- | ------------------- | ------------------- | ------------------ | ------ |
| Arthur Margelidon           | -73 kg (m)  | Hamad W 01-00       | Smagułow W 10-01    | Szawdatuaszwili P 00-10 | NQ                  | Butbul W 10-00      | Tsogtbaatar P 00-10 | 5.                 | [ 36 ] |
| Antoine Valois-Fortier      | -81 kg (m)  | Danatsidis W 10-00  | Chubiecow P 00-01   | NQ                      | NQ                  | NQ                  | NQ                  | 9.                 | [ 37 ] |
| Shady El Nahas              | -100 kg (m) | Remarenco W 10-00   | Kocojew W 10-00     | Liparteliani P 00-10    | NQ                  | Paltchik W 10-00    | Fonseca P 00-01     | 5.                 | [ 38 ] |
| Ecaterina Guica             | -52 kg (k)  | Van Snick P 00-11   | NQ                  | NQ                      | NQ                  | NQ                  | NQ                  | 17.                | [ 39 ] |
| Jessica Klimkait            | -57 kg (k)  | Bye                 | Iliewa W 10-00      | Kowalczyk W 10-00       | Cysique P 00-10     | N/A                 | Kajzer P 01-00      | brąz               | [ 40 ] |
| Catherine Beauchemin-Pinard | -63 kg (k)  | Olsen W 10-00       | Krssakova W 10-00   | Quadros W 10-00         | Agbegnenou P 00-01  | N/A                 | Barrios P 000-101   | brąz               | [ 41 ] |

### Kajakarstwo
| Zawodnik                                                                  | Konkurencja    | Eliminacje | Eliminacje | Ćwierćfinały | Ćwierćfinały | Półfinały | Półfinały | Finał A/B | Finał A/B  | Pozycja | Źródło |
| Zawodnik                                                                  | Konkurencja    | Czas       | Pozycja    | Czas         | Pozycja      | Czas      | Pozycja   | Czas      | Pozycja    | Pozycja | Źródło |
| ------------------------------------------------------------------------- | -------------- | ---------- | ---------- | ------------ | ------------ | --------- | --------- | --------- | ---------- | ------- | ------ |
| Nicholas Matveev                                                          | K-1 200 m (m)  | 36,190     | 4.         | 35,181       | 2.           | 36,584    | 7.        | 36,625    | 6. Finał B | 14.     | [ 42 ] |
| Mark de Jonge                                                             | K-1 200 m (m)  | 36,110     | 4.         | 35,462       | 3.           | NQ        | NQ        | NQ        | NQ         | NQ      | [ 42 ] |
| Simon McTavish                                                            | K-1 1000 m (m) | 3:43,512   | 5.         | 3:52,467     | 4.           | NQ        | NQ        | NQ        | NQ         | NQ      | [ 42 ] |
| Brian Malfesi Vincent Jourdenais                                          | K-2 1000 m (m) | 3:22,068   | 6.         | 3:15,736     | 4.           | NQ        | NQ        | NQ        | NQ         | NQ      | [ 42 ] |
| Nicholas Matveev Mark de Jonge Pierre-Luc Poulin Simon McTavish           | K-4 500 m (m)  | 1:26,824   | 3.         | 1:24,979     | 5.           | 1:25,581  | 5.        | NQ        | NQ         | NQ      | [ 42 ] |
| Roland Varga                                                              | C-1 1000 m (m) | 4:49,250   | 5.         | 4:28,174     | 6.           | NQ        | NQ        | NQ        | NQ         | NQ      | [ 42 ] |
| Connor Fitzpatrick                                                        | C-1 1000 m (m) | 4:05,577   | 3.         | 4:09,622     | 2.           | 4:12,609  | 8.        | 4:06,043  | 6. Finał B | 14.     | [ 42 ] |
| Roland Varga Connor Fitzpatrick                                           | C-2 1000 m (m) | 3:49,956   | 6.         | 3:50,768     | 3.           | 3:27,145  | 3.        | 3:30,157  | 6. Finał A | 6.      | [ 42 ] |
| Andréanne Langlois                                                        | K-1 200 m (k)  | 41,525     | 5.         | 41,728       | 1.           | 39,952    | 3.        | 40,473    | 9. Finał A | 9.      | [ 42 ] |
| Michelle Russell                                                          | K-1 200 m (k)  | 42,236     | 5.         | 42,940       | 2.           | 40,224    | 7.        | 40,527    | 4. Finał B | 13.     | [ 42 ] |
| Michelle Russell                                                          | K-1 500 m (k)  | 1:51,081   | 4.         | 1:51,375     | 3.           | 1:55,549  | 7.        | NQ        | NQ         | NQ      | [ 42 ] |
| Alanna Bray-Lougheed Madeline Schmidt                                     | K-2 500 m (k)  | 1:49,776   | 5.         | 1:51,862     | 5.           | NQ        | NQ        | NQ        | NQ         | NQ      | [ 42 ] |
| Andréanne Langlois Michelle Russell Alanna Bray-Lougheed Madeline Schmidt | K-4 500 m (k)  | 1:38,971   | 4.         | 1:38,537     | 8.           | N/A       | N/A       | 1:39,946  | 3. Finał B | 11.     | [ 42 ] |
| Laurence Vincent-Lapointe                                                 | C-1 200 m (k)  | 45,408     | 1.         | N/A          | N/A          | 47,294    | 3.        | 46,786    | 2. Finał A | srebro  | [ 42 ] |
| Katie Vincent                                                             | C-1 200 m (k)  | 46,391     | 1.         | N/A          | N/A          | 47,604    | 3.        | 47,834    | 8. Finał A | 8.      | [ 42 ] |
| Laurence Vincent-Lapointe Katie Vincent                                   | C-2 500 m (k)  | 2:02,170   | 3.         | 2:02,259     | 1.           | 2:04,316  | 2.        | 1:59,041  | 2. Finał A | brąz    | [ 42 ] |

### Kajakarstwo górskie
| Zawodnik        | Konkurencja | Eliminacje | Eliminacje | Eliminacje | Eliminacje | Eliminacje | Eliminacje | Półfinały | Półfinały | Finał | Finał   | Pozycja | Źródło |
| Zawodnik        | Konkurencja | P 1        | M.         | P 2        | M.         | Razem      | M.         | Czas      | Miejsce   | Czas  | Miejsce | Pozycja | Źródło |
| --------------- | ----------- | ---------- | ---------- | ---------- | ---------- | ---------- | ---------- | --------- | --------- | ----- | ------- | ------- | ------ |
| Michael Tayler  | K-1 (m)     | 117,98     | 20.        | 106,04     | 24.        | 106,24     | 24.        | NQ        | NQ        | NQ    | NQ      | 24.     | [ 43 ] |
| Cameron Smedley | C-1 (m)     | 161,07     | 17.        | 108,12     | 15.        | 108,12     | 15.        | NQ        | NQ        | NQ    | NQ      | 15.     | [ 43 ] |
| Florence Maheu  | K-1 (k)     | 114,29     | 13.        | 135,35     | 24.        | 114,29     | 18.        | 152,37    | 23.       | NQ    | NQ      | 23.     | [ 43 ] |
| Haley Daniels   | C-1 (k)     | 152,98     | 20.        | 191,00     | 21.        | 152,98     | 22.        | NQ        | NQ        | NQ    | NQ      | 22.     | [ 43 ] |

### Karate
| Zawodnik         | Konkurencja            | Eliminacje | Eliminacje | Eliminacje  | Eliminacje    | Eliminacje | Finał | Pozycja | Źródło                             |
| Zawodnik         | Konkurencja            | 1 kata     | 2 kata     | Średnia     | 3 kata        | Wynik      | Finał | Pozycja | Źródło                             |
| ---------------- | ---------------------- | ---------- | ---------- | ----------- | ------------- | ---------- | ----- | ------- | ---------------------------------- |
| Daniel Gaysinsky | powyżej 75 kg mężczyzn | Irr 0:0    | Kvesić 4:1 | Hamedi 3:10 | Ganjzadeh 1:2 | 4.         | NQ    | 7.      | [ 44 ] [ 45 ] [ 46 ] [ 47 ] [ 48 ] |

### Kolarstwo

#### Kolarstwo szosowe
| Zawodnik         | Konkurencja                    | Czas     | Pozycja | Źródło |
| ---------------- | ------------------------------ | -------- | ------- | ------ |
| Michael Woods    | wyścig ze startu wspólnego (m) | 6:06:33  | 5.      | [ 49 ] |
| Guillaume Boivin | wyścig ze startu wspólnego (m) | 6:21:46  | 65.     | [ 49 ] |
| Hugo Houle       | wyścig ze startu wspólnego (m) | 6:25:16  | 85.     | [ 49 ] |
| Hugo Houle       | jazda indywidualna na czas (m) | 57:56,46 | 13.     | [ 49 ] |
| Karol-Ann Canuel | wyścig ze startu wspólnego (k) | 3:55:05  | 16.     | [ 50 ] |
| Leah Kirchmann   | wyścig ze startu wspólnego (k) | 3:59:47  | 36.     | [ 50 ] |
| Alison Jackson   | wyścig ze startu wspólnego (k) | 3:59:47  | 32.     | [ 50 ] |
| Karol-Ann Canuel | jazda indywidualna na czas (k) | 33:07,97 | 14.     | [ 50 ] |
| Leah Kirchmann   | jazda indywidualna na czas (k) | 33:01,64 | 12.     | [ 50 ] |

#### Kolarstwo torowe
Sprint
| Zawodnik        | Konkurencja       | Kwalifikacje  | Kwalifikacje    | Runda 1          | Repasaże 1 Runda    | Runda 2          | Repasaże 2 Runda | Runda 3         | Repasaże 3 Runda    | Ćwierćfinały          | Półfinały       | Finał                                  | Finał   | Źródło |
| Zawodnik        | Konkurencja       | Czas Prędkość | Przeciwnik Czas | Pozycja          | Przeciwnik Czas     | Przeciwnik Czas  | Przeciwnik Czas  | Przeciwnik Czas | Przeciwnik Czas     | Przeciwnik Czas       | Przeciwnik Czas | Przeciwnik Czas                        | Pozycja | Źródło |
| --------------- | ----------------- | ------------- | --------------- | ---------------- | ------------------- | ---------------- | ---------------- | --------------- | ------------------- | --------------------- | --------------- | -------------------------------------- | ------- | ------ |
| Nick Wammes     | indywidualnie (m) | 9,587 75,102  | 12.             | Bötticher 10,228 | N/A                 | Dmitrijew 10,234 | Awang 10,235     | NQ              | NQ                  | NQ                    | NQ              | NQ                                     | 14.     | [ 51 ] |
| Hugo Barrette   | indywidualnie (m) | 9,596 75,031  | .               | Vigier 10,202    | Sahrom Rudyk 10,286 | NQ               | NQ               | NQ              | NQ                  | NQ                    | NQ              | NQ                                     | 19.     | [ 51 ] |
| Kelsey Mitchell | indywidualnie (k) | 10,346 69,592 | 2.              | Bysowa 11,105    | N/A                 | McCulloch 11,198 | N/A              | Andrews 10,883  | N/A                 | Genest W 2-0          | Hinze W 2-1     | Starikowa W 2-0                        | złoto   | [ 52 ] |
| Lauriane Genest | indywidualnie (k) | 10,460 68,834 | .               | Godby 11,102     | N/A                 | Wojnowa 11,251   | N/A              | Marchant 11,114 | Gros Wojnowa 10,968 | Kelsey Mitchell P 0-2 | NQ              | Friedrich Marchant Braspennincx 11,033 | 8.      | [ 52 ] |

Keirin
| Zawodnik        | Konkurencja | Runda 1 | Repesaż | Ćwierćfinał | Półfinał | Finał   | Pozycja | Źródło |
| Zawodnik        | Konkurencja | Miejsce | Miejsce | Miejsce     | Miejsce  | Miejsce | Pozycja | Źródło |
| --------------- | ----------- | ------- | ------- | ----------- | -------- | ------- | ------- | ------ |
| Hugo Barrette   | mężczyźni   | DNF     | 4.      | NQ          | NQ       | NQ      | 23.     | [ 51 ] |
| Nick Wammes     | mężczyźni   | 5.      | 5.      | NQ          | NQ       | NQ      | 27.     | [ 51 ] |
| Lauriane Genest | kobiety     | 2.      | N/A     | 4.          | 3.       | 3.      | brąz    | [ 52 ] |
| Kelsey Mitchell | kobiety     | 1.      | N/A     | 1.          | 2.       | 5.      | 5.      | [ 52 ] |

Madison
| Zawodnik                | Konkurencja | Punkty | Punkty  | Punkty  | Punkty  | Pozycja | Źródło |
| Zawodnik                | Konkurencja | Sprint | Okr.pkt | Okr.pkt | Łącznie | Pozycja | Źródło |
| Zawodnik                | Konkurencja | Sprint | +       | -       | Łącznie | Pozycja | Źródło |
| ----------------------- | ----------- | ------ | ------- | ------- | ------- | ------- | ------ |
| Michael Foley Derek Gee | mężczyźni   |        |         | 20      |         | DNF.    | [ 51 ] |

Omnium
| Zawodnik          | Konkurencja | Scratch | Scratch | Wyścig tempowy | Wyścig tempowy   | Wyścig tempowy | Wyścig eliminacyjny | Wyścig eliminacyjny | Wyścig punktowy | Wyścig punktowy | Wyścig punktowy | Suma punktów | Pozycja | Źródło |
| Zawodnik          | Konkurencja | Miejsce | Punkty  | Miejsce        | Punkty wyścigowe | Punkty         | Miejsce             | Punkty              | Sprint          | Okrążenia       | Miejsce         | Suma punktów | Pozycja | Źródło |
| ----------------- | ----------- | ------- | ------- | -------------- | ---------------- | -------------- | ------------------- | ------------------- | --------------- | --------------- | --------------- | ------------ | ------- | ------ |
| Allison Beveridge | kobiety     | 7.      | 28      | 11.            | -18              | 20             | 7.                  | 28                  | 2               |                 | 13.             | 78           | 9.      | [ 52 ] |

Wyścig na dochodzenie drużynowy
| Zawodnik                                                                                  | Konkurencja | Kwalifikacje | Kwalifikacje | Pierwsza runda     | Pierwsza runda | Finał                        | Finał | Źródło |
| Zawodnik                                                                                  | Konkurencja | Czas         | M.           | Przeciwnik Wynik   | M.             | Przeciwnik Wynik             | M.    | Źródło |
| ----------------------------------------------------------------------------------------- | ----------- | ------------ | ------------ | ------------------ | -------------- | ---------------------------- | ----- | ------ |
| Vincent De Haître Michael Foley Derek Gee Jay Lamoureux                                   | mężczyźni   | 3:50,455     | 6.           | Niemcy · 3:46,769  | 5.             | Niemcy · 3:46,324            | 5.    | [ 51 ] |
| Allison Beveridge Jasmin Glaesser Annie Foreman-Mackey Georgia Simmerling Ariane Bonhomme | kobiety     | 4:15,832     | 8.           | Francja · 4:09,249 | 4.             | Stany Zjednoczone · 4:10,552 | 4.    | [ 52 ] |

#### Kolarstwo górskie
| Zawodnik          | Konkurencja       | Czas    | Pozycja | Źródło |
| ----------------- | ----------------- | ------- | ------- | ------ |
| Catharine Pendrel | cross-country (k) | 1:23:47 | 18.     | [ 53 ] |
| Haley Smith       | cross-country (k) | -1 okr. | 29.     | [ 53 ] |
| Peter Disera      | cross-country (m) | 1:31:45 | 26.     | [ 54 ] |

#### Kolarstwo BMX
Wyścig
| Zawodnik        | Konkurencja | Ćwierćfinał | Ćwierćfinał | Półfinał | Półfinał | Finał  | Finał   | Pozycja | Źródło |
| Zawodnik        | Konkurencja | Wynik       | Miejsce     | Wynik    | Miejsce  | Wynik  | Miejsce | Pozycja | Źródło |
| --------------- | ----------- | ----------- | ----------- | -------- | -------- | ------ | ------- | ------- | ------ |
| Drew Mechielsen | kobiety     | 13          | 4.          | 14       | 4.       | 46,883 | 8.      | 8.      | [ 55 ] |
| James Palmer    | mężczyźni   | 16          | 6.          | NQ       | NQ       | NQ     | NQ      | 21.     | [ 56 ] |

### Koszykówka
- Reprezentacja kobiet

| - Shaina Pellington - Kia Nurse - Bridget Carleton - Nayo Raincock-Ekunwe - Kim Gaucher - Miranda Ayim |  | - Natalie Achonwa - Shay Colley - Kayla Alexander - Laeticia Amihere - Nirra Fields - Aaliyah Edwards |

| Drużyna | Konkurencja | Faza grupowa     | Faza grupowa           | Faza grupowa     | Faza grupowa | Ćwierćfinały     | Półfinały        | Finał            | Pozycja | Źródło        |
| Drużyna | Konkurencja | Przeciwnik Wynik | Przeciwnik Wynik       | Przeciwnik Wynik | Pozycja      | Przeciwnik Wynik | Przeciwnik Wynik | Przeciwnik Wynik | Pozycja | Źródło        |
| ------- | ----------- | ---------------- | ---------------------- | ---------------- | ------------ | ---------------- | ---------------- | ---------------- | ------- | ------------- |
| Kanada  | kobiety     | Serbia 68-72     | Korea Południowa 74-53 | Hiszpania 66-76  | 3.           | NQ               | NQ               | NQ               | 9.      | [ 57 ] [ 58 ] |

### Lekkoatletyka
Konkurencje biegowe
| Zawodnik                                                 | Konkurencja               | Eliminacje | Eliminacje | Półfinał | Półfinał | Finał    | Finał   | Źródło |
| Zawodnik                                                 | Konkurencja               | Wynik      | Miejsce    | Wynik    | Miejsce  | Wynik    | Miejsce | Źródło |
| -------------------------------------------------------- | ------------------------- | ---------- | ---------- | -------- | -------- | -------- | ------- | ------ |
| Gavin Smellie                                            | 100 m (m)                 | 10,44      | 8.         | NQ       | NQ       | NQ       | NQ      | [ 59 ] |
| Andre De Grasse                                          | 100 m (m)                 | 9,91       | 1.         | 9,98     | 2.       | 9,89     | brąz    | [ 59 ] |
| Bismark Boateng                                          | 100 m (m)                 | 10,47      | 8.         | NQ       | NQ       | NQ       | NQ      | [ 59 ] |
| Andre De Grasse                                          | 200 m (m)                 | 20,56      | 3.         | 19,73    | 1.       | 19,62    | złoto   | [ 60 ] |
| Aaron Brown                                              | 200 m (m)                 | 20,38      | 1.         | 19,99    | 1.       | 20,20    | 6.      | [ 60 ] |
| Brendon Rodney                                           | 200 m (m)                 | 20,60      | 6.         | NQ       | NQ       | NQ       | NQ      | [ 60 ] |
| Marco Arop                                               | 800 m (m)                 | 1:45,26    | 1.         | 1:44,90  | 7.       | NQ       | NQ      | [ 61 ] |
| Brandon McBride                                          | 800 m (m)                 | 1:46,32    | 6.         | NQ       | NQ       | NQ       | NQ      | [ 61 ] |
| Mohammed Ahmed                                           | 5000 m (m)                | 13:38,96   | 2.         | N/A      | N/A      | 12:58,61 | srebro  | [ 62 ] |
| Lucas Bruchet                                            | 5000 m (m)                | 13:44,08   | 13.        | N/A      | N/A      | NQ       | NQ      | [ 62 ] |
| Justyn Knight                                            | 5000 m (m)                | 13:30,22   | 3.         | N/A      | N/A      | 13:04,38 | 7.      | [ 62 ] |
| Mohammed Ahmed                                           | 10 000 m (m)              | N/A        | N/A        | N/A      | N/A      | 27:47,76 | 6.      | [ 63 ] |
| John Gay                                                 | 3000 m z przeszkodami (m) | 8:16,99    | 6.         | N/A      | N/A      | 8:35,41  | 15.     | [ 64 ] |
| Matthew Hughes                                           | 3000 m z przeszkodami (m) | 8:13,56    | 4.         | N/A      | N/A      | 8:16,03  | 6.      | [ 64 ] |
| Ben Preisner                                             | maraton (m)               | N/A        | N/A        | N/A      | N/A      | 2:19:27  | 46.     | [ 65 ] |
| Trevor Hofbauer                                          | maraton (m)               | N/A        | N/A        | N/A      | N/A      | 2:19:57  | 48.     | [ 65 ] |
| Cameron Levins                                           | maraton (m)               | N/A        | N/A        | N/A      | N/A      | 2:28:43  | 72.     | [ 65 ] |
| Aaron Brown Jerome Blake Brendon Rodney Andre De Grasse  | sztafeta 4 × 100 m (m)    | 37,92      | 2.         | N/A      | N/A      | 37,70    | srebro  | [ 66 ] |
| Evan Dunfee                                              | chód na 50 km (m)         | N/A        | N/A        | N/A      | N/A      | 3:50:59  | brąz    | [ 67 ] |
| Mathieu Bilodeau                                         | chód na 50 km (m)         | N/A        | N/A        | N/A      | N/A      | 4:20:36  | 45.     | [ 67 ] |
| Khamica Bingham                                          | 100 m (k)                 | 11,21      | 4.         | 11,22    | 5.       | NQ       | NQ      | [ 68 ] |
| Crystal Emmanuel                                         | 100 m (k)                 | 11,48      | 3.         | 11,21    | 6.       | NQ       | NQ      | [ 68 ] |
| Crystal Emmanuel                                         | 200 m (k)                 | 22,74      | 1.         | 23,05    | 6.       | NQ       | NQ      | [ 69 ] |
| Kyra Constantine                                         | 400 m (k)                 | 51,69      | 5.         | 51,22    | 5.       | NQ       | NQ      | [ 70 ] |
| Natassha McDonald                                        | 400 m (k)                 | 53,54      | 7.         | NQ       | NQ       | NQ       | NQ      | [ 70 ] |
| Madeleine Kelly                                          | 800 m (k)                 | 2:02,39    | 5.         | NQ       | NQ       | NQ       | NQ      | [ 71 ] |
| Melissa Bishop                                           | 800 m (k)                 | 2:02,11    | 4.         | NQ       | NQ       | NQ       | NQ      | [ 71 ] |
| Lindsey Butterworth                                      | 800 m (k)                 | 2:02,45    | 5.         | NQ       | NQ       | NQ       | NQ      | [ 71 ] |
| Gabriela Stafford                                        | 1500 m (k)                | 4:03,70    | 1.         | 3:58,28  | 3.       | 3:58,93  | 5.      | [ 72 ] |
| Natalia Hawthorn                                         | 1500 m (k)                | 4:08,04    | 10.        | NQ       | NQ       | NQ       | NQ      | [ 72 ] |
| Lucia Stafford                                           | 1500 m (k)                | 4:03,52    | 7.         | 4:02,12  | 6.       | NQ       | NQ      | [ 72 ] |
| Andrea Seccafien                                         | 5000 m (k)                | 14:59,55   | 10.        | N/A      | N/A      | 15:12,09 | 15.     | [ 73 ] |
| Julie-Anne Staehii                                       | 5000 m (k)                | 15:33,39   | 17.        | N/A      | N/A      | NQ       | NQ      | [ 73 ] |
| Andrea Seccafien                                         | 10 000 m (k)              | N/A        | N/A        | N/A      | N/A      | 31:36,36 | 14.     | [ 74 ] |
| Sage Watson                                              | 400 m przez płotki(k)     | 55,54      | 4.         | 55,51    | 5.       | NQ       | NQ      | [ 75 ] |
| Noelle Montcalm                                          | 400 m przez płotki(k)     | 55,85      | 6.         | NQ       | NQ       | NQ       | NQ      | [ 75 ] |
| Geneviève Lalonde                                        | 3000 m z przeszkodami (k) | 9:22,64    | 4.         | N/A      | N/A      | 9:22,40  | 11.     | [ 76 ] |
| Regan Yee                                                | 3000 m z przeszkodami (k) | 9:44,14    | 8.         | N/A      | N/A      | NQ       | NQ      | [ 76 ] |
| Alycia Butterworth                                       | 3000 m z przeszkodami (k) | 9:34,25    | 10.        | N/A      | N/A      | NQ       | NQ      | [ 76 ] |
| Malindi Elmore                                           | maraton (k)               | N/A        | N/A        | N/A      | N/A      | 2:30:59  | 9.      | [ 77 ] |
| Natasha Wodak                                            | maraton (k)               | N/A        | N/A        | N/A      | N/A      | 2:31:41  | 13.     | [ 77 ] |
| Dayna Pidhoresky                                         | maraton (k)               | N/A        | N/A        | N/A      | N/A      | 3:03:10  | 73.     | [ 77 ] |
| Alicia Brown Sage Watson Madeline Price Kyra Constantine | sztafeta 4 × 400 m (k)    | 3:24,05    | 5.         | N/A      | N/A      | 3:21,84  | 4.      | [ 78 ] |

Konkurencje techniczne
| Zawodnik          | Konkurencja        | Kwalifikacje | Kwalifikacje | Finał | Finał   | Źródło |
| Zawodnik          | Konkurencja        | Wynik        | Miejsce      | Wynik | Miejsce | Źródło |
| ----------------- | ------------------ | ------------ | ------------ | ----- | ------- | ------ |
| Tim Nedow         | pchnięcie kulą (m) | 19,42        | 31.          | NQ    | NQ      | [ 79 ] |
| Django Lovett     | skok wzwyż (m)     | 2,28         | 1.           | 2,30  | 8.      | [ 80 ] |
| Michael Mason     | skok wzwyż (m)     | 2,25         | 14.          | NQ    | NQ      | [ 80 ] |
| Camryn Rogers     | rzut młotem (k)    | 73,97        | 4.           | 74,35 | 5.      | [ 81 ] |
| Jillian Weir      | rzut młotem (k)    | 68,68        | 19.          | NQ    | NQ      | [ 81 ] |
| Elizabeth Gleadle | rzut oszczepem (k) | 58,19        | 23.          | NQ    | NQ      | [ 82 ] |
| Sarah Mitton      | pchnięcie kulą (k) | 16,62        | 27.          | NQ    | NQ      | [ 83 ] |
| Brittany Crew     | pchnięcie kulą (k) | NM           | –            | NQ    | NQ      | [ 83 ] |
| Anicka Newell     | skok o tyczce (k)  | 4,55         | 1.           | NM    | –       | [ 84 ] |
| Alysha Newman     | skok o tyczce (k)  | NM           | –            | NQ    | NQ      | [ 84 ] |
| Christabel Netty  | skok w dal (k)     | 6,29         | 22.          | NQ    | NQ      | [ 85 ] |

Wieloboje
Dziesięciobój
| Zawodnik      | Konkurencja | 100 m | LJ   | SP    | HJ   | 400 m | 110H  | DT    | PV   | JT    | 1500 m  | Razem | Pozycja | Źródło |
| ------------- | ----------- | ----- | ---- | ----- | ---- | ----- | ----- | ----- | ---- | ----- | ------- | ----- | ------- | ------ |
| Damian Warner | Rezultat    | 10,12 | 8,24 | 14,80 | 2,02 | 47,48 | 13,46 | 48,67 | 4,90 | 63,44 | 4:31,08 | 9018  | złoto   | [ 86 ] |
| Damian Warner | Punkty      | 1066  | 1123 | 777   | 822  | 934   | 1045  | 843   | 880  | 790   | 738     | 9018  | złoto   | [ 86 ] |
| Pierce LePage | Rezultat    | 10,43 | 7,65 | 15,31 | 1,99 | 46,92 | 14,39 | 47,14 | 5,00 | 57,24 | 4:31,85 | 8604  | 5.      | [ 86 ] |
| Pierce LePage | Punkty      | 992   | 972  | 809   | 794  | 962   | 925   | 811   | 910  | 696   | 733     | 8604  | 5.      | [ 86 ] |

Siedmiobój
| Zawodnik          | Konkurencja | 100 m | HJ   | SP    | 200 m | LJ   | JT    | 800 m   | Razem | Pozycja | Źródło |
| ----------------- | ----------- | ----- | ---- | ----- | ----- | ---- | ----- | ------- | ----- | ------- | ------ |
| Georgia Ellenwood | Rezultat    | 13,47 | 1,83 | 12,39 | 24,51 | 5,86 | 44,11 | 2:19,21 | 6077  | 20.     | [ 87 ] |
| Georgia Ellenwood | Punkty      | 1055  | 1016 | 687   | 932   | 807  | 746   | 834     | 6077  | 20.     | [ 87 ] |

### Łucznictwo
| Zawodnik                         | Konkurencja       | Runda rankingowa | Runda rankingowa | 1/32             | 1/16             | 1/8              | Ćwierćfinały     | Półfinały        | Finał            | Finał   | Źródło               |
| Zawodnik                         | Konkurencja       | Wynik            | Miejsce          | Przeciwnik Wynik | Przeciwnik Wynik | Przeciwnik Wynik | Przeciwnik Wynik | Przeciwnik Wynik | Przeciwnik Wynik | Pozycja | Źródło               |
| -------------------------------- | ----------------- | ---------------- | ---------------- | ---------------- | ---------------- | ---------------- | ---------------- | ---------------- | ---------------- | ------- | -------------------- |
| Crispin Duenas                   | indywidualnie (m) | 665              | 16.              | Olaru W 6-0      | Shana W 6-4      | Unruh P 2-6      | NQ               | NQ               | NQ               | 9.      | [ 88 ] [ 89 ] [ 90 ] |
| Stephanie Barrett                | indywidualnie (k) | 630              | 46.              | Anagöz P 2-6     | NQ               | NQ               | NQ               | NQ               | NQ               | 33.     | [ 91 ] [ 92 ] [ 93 ] |
| Stephanie Barrett Crispin Duenas | mikst             | 1295             | 17.              | N/A              | N/A              | NQ               | NQ               | NQ               | NQ               | 17.     | [ 94 ] [ 95 ]        |

### Piłka nożna
- Reprezentacja kobiet

| - Stephanie Labbé - Allysha Chapman - Kadeisha Buchanan - Shelina Zadorsky - Quinn - Deanne Rose - Julia Grosso - Jayde Riviere - Adriana Leon - Ashley Lawrence - Desiree Scott |  | - Christine Sinclair - Evelyne Viens - Vanessa Gilles - Nichelle Prince - Janine Beckie - Jessie Fleming - Kailen Sheridan - Jordyn Huitema - Sophie Schmidt - Gabrielle Carle - Erin McLeod |

| Drużyna | Konkurencja    | Faza grupowa     | Faza grupowa     | Faza grupowa        | Faza grupowa | Ćwierćfinały           | Półfinały             | Finał mecz o 3. miejsce | Pozycja | Źródło |
| Drużyna | Konkurencja    | Przeciwnik Wynik | Przeciwnik Wynik | Przeciwnik Wynik    | Pozycja      | Przeciwnik Wynik       | Przeciwnik Wynik      | Przeciwnik Wynik        | Pozycja | Źródło |
| ------- | -------------- | ---------------- | ---------------- | ------------------- | ------------ | ---------------------- | --------------------- | ----------------------- | ------- | ------ |
| Kanada  | turniej kobiet | Japonia 1:1      | Chile 2:1        | Wielka Brytania 1:1 | 2.           | Brazylia 0:0 karne 4:3 | Stany Zjednoczone 1:0 | Szwecja 1:1 karne 3:2   | złoto   | [ 96 ] |

### Piłka wodna
- Reprezentacja kobiet

| - Clara Vulpisi - Kelly McKee - Axelle Crevier - Emma Wright - Monika Eggens - Gurpreet Sohi - Joëlle Békhazi |  | - Elyse Lemay-Lavoie - Hayley McKelvey - Kyra Christmas - Kindred Paul - Shae La Roche - Claire Wright |

| Drużyna | Konkurencja    | Faza grupowa     | Faza grupowa     | Faza grupowa           | Faza grupowa     | Faza grupowa | Ćwierćfinały           | Półfinały        | Finał mecz o 3. miejsce | Pozycja | Źródło                       |
| Drużyna | Konkurencja    | Przeciwnik Wynik | Przeciwnik Wynik | Przeciwnik Wynik       | Przeciwnik Wynik | Pozycja      | Przeciwnik Wynik       | Przeciwnik Wynik | Przeciwnik Wynik        | Pozycja | Źródło                       |
| ------- | -------------- | ---------------- | ---------------- | ---------------------- | ---------------- | ------------ | ---------------------- | ---------------- | ----------------------- | ------- | ---------------------------- |
| Kanada  | turniej kobiet | Australia 5:8    | Hiszpania 10:14  | Południowa Afryka 21:1 | Holandia 12:16   | 4.           | Stany Zjednoczone 5:16 | Australia 12:14  | Chiny 16:7              | 7.      | [ 97 ] [ 98 ] [ 99 ] [ 100 ] |

### Pływanie
| Zawodnik | Konkurencja                          | Eliminacje | Eliminacje | Półfinał | Półfinał | Finał     | Finał   | Źródło                  |
| Zawodnik | Konkurencja                          | Czas       | Miejsce    | Czas     | Miejsce  | Czas      | Miejsce | Źródło                  |
| --- | ------------------------------------ | ---------- | ---------- | -------- | -------- | --------- | ------- | ----------------------- |
| Brent Hayden                                                                                                 | 50 m dowolnym (m)                    | 21,85      | 8.         | 21,82    | 9.       | NQ        | NQ      | [ 101 ] [ 102 ]         |
| Joshua Liendo                                                                                                | 50 m dowolnym (m)                    | 22,03      | 18.        | NQ       | NQ       | NQ        | NQ      | [ 101 ] [ 102 ]         |
| Joshua Liendo                                                                                                | 100 m dowolnym (m)                   | 48,34      | 14.        | 48,19    | 14.      | NQ        | NQ      | [ 103 ] [ 104 ]         |
| Yuri Kisil                                                                                                   | 100 m dowolnym (m)                   | 48,15      | 10.        | 48,31    | 15.      | NQ        | NQ      | [ 103 ] [ 104 ]         |
| Cole Pratt                                                                                                   | 100 m grzbietowym (m)                | 54,27      | 26.        | NQ       | NQ       | NQ        | NQ      | [ 105 ] [ 106 ]         |
| Markus Thormeyer                                                                                             | 100 m grzbietowym (m)                | 53,80      | 19.        | NQ       | NQ       | NQ        | NQ      | [ 105 ] [ 106 ]         |
| Markus Thormeyer                                                                                             | 200 m grzbietowym (m)                | 1:57,85    | 16.        | 1:59,36  | 16.      | NQ        | NQ      | [ 107 ] [ 108 ]         |
| Gabe Mastromatteo                                                                                            | 100 m klasycznym (m)                 | 1:01,56    | 38.        | NQ       | NQ       | NQ        | NQ      | [ 109 ]                 |
| Joshua Liendo                                                                                                | 100 m motylkowym (m)                 | 51,52      | 9.         | 51,50    | 11.      | NQ        | NQ      | [ 110 ] [ 111 ]         |
| Finlay Knox                                                                                                  | 200 m zmiennym (m)                   | 1:58,29    | 17.        | NQ       | NQ       | NQ        | NQ      | [ 112 ]                 |
| Hau-Li Fan                                                                                                   | 10 km (m)                            | N/A        | N/A        | N/A      | N/A      | 1:51:37,0 | 9.      | [ 113 ]                 |
| Brent Hayden Joshua Liendo Ruslan Gaziev Yuri Kisil Markus Thormeyer                                         | sztafeta 4 × 100 m dowolnym (m)      | 3:13,00    | 7.         | N/A      | N/A      | 3:10,82   | 4.      | [ 114 ] [ 115 ]         |
| Markus Thormeyer Gabe Mastromatteo Joshua Liendo Yuri Kisil                                                  | sztafeta 4 × 100 m zmiennym (m)      | 3:32,37    | 8.         | N/A      | N/A      | 3:32,42   | 7.      | [ 116 ] [ 117 ]         |
| Kayla Sanchez                                                                                                | 50 m dowolnym (k)                    | 24,93      | 22.        | NQ       | NQ       | NQ        | NQ      | [ 118 ]                 |
| Penelope Oleksiak                                                                                            | 100 m dowolnym (k)                   | 52,95      | 6.         | 52,86    | 5.       | 52,59     | 4.      | [ 119 ] [ 120 ] [ 121 ] |
| Kayla Sanchez                                                                                                | 100 m dowolnym (k)                   | 53,12      | 10.        | NQ       | NQ       | NQ        | NQ      | [ 119 ] [ 120 ] [ 121 ] |
| Penelope Oleksiak                                                                                            | 200 m dowolnym (k)                   | 1:55,38    | 2.         | 1:56,39  | 6.       | 1:54,70   | brąz    | [ 122 ] [ 123 ] [ 124 ] |
| Summer McIntosh                                                                                              | 200 m dowolnym (k)                   | 1:56,11    | 5.         | 1:56,82  | 9.       | NQ        | NQ      | [ 122 ] [ 123 ] [ 124 ] |
| Summer McIntosh                                                                                              | 400 m dowolnym                       | 4:02,72    | 5.         | N/A      | N/A      | 4:02,42   | 4.      | [ 125 ] [ 126 ]         |
| Summer McIntosh                                                                                              | 800 m dowolnym (k)                   | 8:25,04    | 11.        | N/A      | N/A      | NQ        | NQ      | [ 127 ]                 |
| Katrina Bellio                                                                                               | 1500 m dowolnym (k)                  | 16:24,37   | 21.        | N/A      | N/A      | NQ        | NQ      | [ 128 ]                 |
| Kylie Masse                                                                                                  | 100 m grzbietowym (k)                | 58,17      | 3.         | 58,09    | 2.       | 57,72     | srebro  | [ 129 ] [ 130 ] [ 131 ] |
| Taylor Ruck                                                                                                  | 100 m grzbietowym (k)                | 59,89      | 11.        | 59,45    | 9.       | NQ        | NQ      | [ 129 ] [ 130 ] [ 131 ] |
| Kylie Masse                                                                                                  | 200 m grzbietowym (k)                | 2:08,23    | 2.         | 2:07,82  | 4.       | 2:05,42   | srebro  | [ 132 ] [ 133 ] [ 134 ] |
| Taylor Ruck                                                                                                  | 200 m grzbietowym (k)                | 2:08,87    | 6.         | 2:08,73  | 7.       | 2:08,24   | 6.      | [ 132 ] [ 133 ] [ 134 ] |
| Kelsey Wog                                                                                                   | 100 m klasycznym (k)                 | 1:07,73    | 23.        | NQ       | NQ       | NQ        | NQ      | [ 135 ]                 |
| Kierra Smith                                                                                                 | 100 m klasycznym (k)                 | 1:07,87    | 24.        | NQ       | NQ       | NQ        | NQ      | [ 135 ]                 |
| Kelsey Wog                                                                                                   | 200 m klasycznym (k)                 | 2:24,27    | 16.        | DSQ      | DSQ      | NQ        | NQ      | [ 136 ] [ 137 ] [ 138 ] |
| Sydney Pickrem                                                                                               | 200 m klasycznym (k)                 | DNS        | DNS        | DNS      | DNS      | DNS       | DNS     | [ 136 ] [ 137 ] [ 138 ] |
| Margaret MacNeil                                                                                             | 100 m motylkowym (k)                 | 56,55      | 5.         | 56,56    | 6.       | 55,59     | złoto   | [ 139 ] [ 140 ] [ 141 ] |
| Katerine Savard                                                                                              | 100 m motylkowym (k)                 | 57,51      | 11.        | 58,10    | 16.      | NQ        | NQ      | [ 139 ] [ 140 ] [ 141 ] |
| Sydney Pickrem                                                                                               | 200 m zmiennym (k)                   | 2:10,13    | 6.         | 2:09,94  | 6.       | 2:10,05   | 6.      | [ 142 ] [ 143 ] [ 144 ] |
| Bailey Andison                                                                                               | 200 m zmiennym (k)                   | 2:12,52    | 18.        | NQ       | NQ       | NQ        | NQ      | [ 142 ] [ 143 ] [ 144 ] |
| Tessa Cieplucha                                                                                              | 400 m zmiennym (k)                   | 4:44,54    | 14.        | N/A      | N/A      | NQ        | NQ      | [ 145 ]                 |
| Sydney Pickrem                                                                                               | 400 m zmiennym (k)                   | DNS        | DNS        | DNS      | DNS      | DNS       | DNS     | [ 145 ]                 |
| Kate Sanderson                                                                                               | 10 km (k)                            | N/A        | N/A        | N/A      | N/A      | 2:04:59,1 | 18.     | [ 146 ]                 |
| Kayla Sanchez Taylor Ruck Rebecca Smith Penny Oleksiak Margaret MacNeil                                      | sztafeta 4 × 100 m dowolnym (k)      | 3:33,72    | 3.         | N/A      | N/A      | 3:32,78   | srebro  | [ 147 ] [ 148 ]         |
| Katerine Savard Rebecca Smith Mary-Sophie Harvey Sydney Pickrem Summer McIntosh Penny Oleksiak Kayla Sanchez | sztafeta 4 × 200 m dowolnym (k)      | 7:51,52    | 4.         | N/A      | N/A      | 7:43,77   | 4.      | [ 149 ] [ 150 ]         |
| Taylor Ruck Sydney Pickrem Margaret MacNeil Kayla Sanchez Kylie Masse Penny Oleksiak                         | sztafeta 4 × 100 m zmiennym (k)      | 3:55,17    | 1.         | N/A      | N/A      | 3:52,60   | brąz    | [ 151 ] [ 152 ]         |
| Javier Acevedo Gabe Mastromatteo Katerine Savard Rebecca Smith                                               | sztafeta mieszana 4 × 100 m zmiennym | 3:46,54    | 13.        | N/A      | N/A      | NQ        | NQ      | [ 153 ] [ 154 ]         |

### Pływanie synchroniczne
| Zawodnik | Konkurencja | Eliminacje       | Eliminacje    | Eliminacje | Eliminacje | Finał            | Finał         | Finał    | Finał   | Źródło                  |
| Zawodnik | Konkurencja | Runda techniczna | Runda dowolna | Razem      | Miejsce    | Runda techniczna | Runda dowolna | Razem    | Miejsce | Źródło                  |
| Zawodnik | Konkurencja | Punkty           | Punkty        | Punkty     | Miejsce    | Punkty           | Punkty        | Punkty   | Miejsce | Źródło                  |
| --- | ----------- | ---------------- | ------------- | ---------- | ---------- | ---------------- | ------------- | -------- | ------- | ----------------------- |
| Claudia Holzner Jacqueline Simoneau | Duety       | 91,2000          | 91,4798       | 182,7131   | 5.         | 91,4798          | 93,0000       | 184,4798 | 5.      | [ 155 ] [ 156 ] [ 157 ] |
| Emily Armstronmg Rosalie Boissonneault Andrée-Anne Côté Camille Fiola-Dion Claudia Holzner Audrey Joly Halle Pratt Jacqueline Simoneau | Drużyny     | N/A              | N/A           | N/A        | N/A        | 91,4992          | 92,5333       | 184,0325 | 6.      | [ 158 ] [ 159 ]         |

### Podnoszenie ciężarów
| Zawodnik               | Konkurencja     | Rwanie | Rwanie  | Podrzut | Podrzut | Razem  | Pozycja | Źródło  |
| Zawodnik               | Konkurencja     | Wynik  | Pozycja | Wynik   | Pozycja | Razem  | Pozycja | Źródło  |
| ---------------------- | --------------- | ------ | ------- | ------- | ------- | ------ | ------- | ------- |
| Boady Santavy          | -96 kg mężczyzn | 178 kg | 1.      | 208 kg  | 5.      | 386 kg | 4.      | [ 160 ] |
| Rachel Leblanc-Bazinet | -55 kg kobiet   | 82 kg  | 11.     | 99 kg   | 12.     | 181 kg | 12.     | [ 160 ] |
| Tali Darsigny          | -59 kg kobiet   | 90 kg  | 9.      | 109 kg  | 9.      | 199 kg | 9.      | [ 160 ] |
| Maude Charron          | -64 kg kobiet   | 105 kg | 1.      | 131 kg  | 1.      | 236 kg | złoto   | [ 160 ] |
| Kristel Ngarlem        | -87 kg kobiet   | 95 kg  | 10.     | 123 kg  | 9.      | 218 kg | 8.      | [ 160 ] |

### Rugby 7
Turniej kobiet
- Reprezentacja kobiet

| - Elissa Alarie - Olivia Apps - Britt Benn - Pamphinette Buisa - Bianca Farella - Julia Greenshields - Ghislaine Landry |  | - Kaili Lukan - Kayla Moleschi - Breanne Nicholas - Karen Paquin - Keyara Wardley - Charity Williams |

| Drużyna | Konkurencja | Faza grupowa     | Faza grupowa     | Faza grupowa     | Faza grupowa | Ćwierćfinały     | Półfinały        | Finał/Mecz 3. miejsce | Pozycja | Źródło          |
| Drużyna | Konkurencja | Przeciwnik Wynik | Przeciwnik Wynik | Przeciwnik Wynik | Pozycja      | Przeciwnik Wynik | Przeciwnik Wynik | Przeciwnik Wynik      | Pozycja | Źródło          |
| ------- | ----------- | ---------------- | ---------------- | ---------------- | ------------ | ---------------- | ---------------- | --------------------- | ------- | --------------- |
| Kanada  | kobiety     | Brazylia 33:0    | Fidżi 12:26      | Francja 0:31     | 3.           | N/?A             | Brazylia 45:0    | Kenia 24:10           | 9.      | [ 161 ] [ 162 ] |

Turniej mężczyzn
Reprezentacja mężczyzn
| - Phil Berna - Connor Braid - Andrew Coe - Justin Douglas - Mike Fuailefau - Lucas Hammond - Conor Trainor |  | - Nathan Hirayama - Harry Jones - Patrick Kay - Matt Mullins - Theo Sauder - Jake Thiel |

| Drużyna | Konkurencja | Faza grupowa         | Faza grupowa     | Faza grupowa     | Faza grupowa | Ćwierćfinały        | Półfinały               | Finał/Mecz 3. miejsce | Pozycja | Źródło          |
| Drużyna | Konkurencja | Przeciwnik Wynik     | Przeciwnik Wynik | Przeciwnik Wynik | Pozycja      | Przeciwnik Wynik    | Przeciwnik Wynik        | Przeciwnik Wynik      | Pozycja | Źródło          |
| ------- | ----------- | -------------------- | ---------------- | ---------------- | ------------ | ------------------- | ----------------------- | --------------------- | ------- | --------------- |
| Kanada  | mężczyźni   | Wielka Brytania 0:24 | Fidżi 14:28      | Japonia 36:12    | 3.           | Nowa Zelandia 10:21 | Stany Zjednoczone 14:21 | Australia 7:26        | 8.      | [ 163 ] [ 164 ] |

### Siatkówka
- Reprezentacja mężczyzn

| - Tyler Sanders - John Perrin - Steven Marshall - Nicholas Hoag - Stephen Maar - Jay Blankenau |  | - Ryan Sclater - Lucas Van Berkel - Sharone Vernon-Evans - Graham Vigrass - Blair Bann - Arthur Szwarc |

| Drużyna | Konkurencja      | Faza grupowa     | Faza grupowa     | Faza grupowa     | Faza grupowa     | Faza grupowa     | Faza grupowa | Ćwierćfinały                      | Półfinały        | Finał            | Pozycja | Źródło  |
| Drużyna | Konkurencja      | Przeciwnik Wynik | Przeciwnik Wynik | Przeciwnik Wynik | Przeciwnik Wynik | Przeciwnik Wynik | Pozycja      | Przeciwnik Wynik                  | Przeciwnik Wynik | Przeciwnik Wynik | Pozycja | Źródło  |
| ------- | ---------------- | ---------------- | ---------------- | ---------------- | ---------------- | ---------------- | ------------ | --------------------------------- | ---------------- | ---------------- | ------- | ------- |
| Kanada  | turniej mężczyzn | Włochy P 2:3     | Japonia P 1:3    | Iran W 3:0       | Wenezuela W 3:0  | Polska P 0:3     | 4.           | Rosyjski Komitet Olimpijski P 0:3 | NQ               | NQ               | 5.      | [ 165 ] |

#### Siatkówka plażowa
| Zawodnik                           | Konkurencja | Faza grupowa                        | Faza grupowa                      | Faza grupowa                            | Pozycja | Plat-off         | 1/8                                     | Ćwierćfinały                                       | Półfinały        | Finał            | Finał   | Źródło  |
| Zawodnik                           | Konkurencja | Przeciwnik Wynik                    | Przeciwnik Wynik                  | Przeciwnik Wynik                        | Pozycja | Przeciwnik Wynik | Przeciwnik Wynik                        | Przeciwnik Wynik                                   | Przeciwnik Wynik | Przeciwnik Wynik | Pozycja | Źródło  |
| ---------------------------------- | ----------- | ----------------------------------- | --------------------------------- | --------------------------------------- | ------- | ---------------- | --------------------------------------- | -------------------------------------------------- | ---------------- | ---------------- | ------- | ------- |
| Sarah Pavan Melissa Humana-Paredes | kobiet      | Stam Schoon 2:0 (21:16, 21:14)      | Sude Borger 2:0 (21:17, 21:14)    | Vergé-Dépré Heidrich 2:0 (21:13, 24:22) | 1.      | N/A              | Fernández Baquerizo 2:0 (21:13, 21:13)  | Artacho del Solar Clancy 1:2 (15:21, 21:19, 12:15) | NQ               | NQ               | 5.      | [ 166 ] |
| Heather Bansley Brandie Wilkerson  | kobiet      | Fan Xinyi 1:2 (21:18, 15:21, 11:15) | Gallay Pereyra 2:0 (22:20, 21:12) | Bednarczuk Duda 0:2 (18:21, 18:21)      | 3.      | N/A              | Claes Sponcil 2:1 (22:24, 21:18, 15:13) | Graudiņa Kravčenoka 1:2 (13:21, 21:18, 11:15)      | NQ               | NQ               | 5.      | [ 166 ] |

### Skateboarding
| Zawodnik      | Konkurencja | Eliminacje | Eliminacje | Eliminacje | Eliminacje | Finał | Finał | Finał | Pozycja | Źródło  |
| Zawodnik      | Konkurencja | 1          | 2          | 3          | Wynik      | 1     | 2     | 3     | Pozycja | Źródło  |
| ------------- | ----------- | ---------- | ---------- | ---------- | ---------- | ----- | ----- | ----- | ------- | ------- |
| Andy Anderson | park (m)    | 35,57      | 58,50      | 60,78      | 60,78      | NQ    | NQ    | NQ    | 16.     | [ 167 ] |

| Zawodnik     | Konkurencja | Eliminacje | Eliminacje | Finał  | Finał   | Źródło  |
| Zawodnik     | Konkurencja | Punkty     | Miejsce    | Punkty | Miejsce | Źródło  |
| ------------ | ----------- | ---------- | ---------- | ------ | ------- | ------- |
| Micky Papa   | street (m)  | 30,39      | 10.        | NQ     | NQ      | [ 168 ] |
| Matt Berger  | street (m)  | 4,02       | 20.        | NQ     | NQ      | [ 168 ] |
| Annie Guglia | street (k)  | 3,35       | 19.        | NQ     | NQ      | [ 169 ] |

### Skoki do wody
| Zawodnik                               | Konkurencja                       | Preliminacje | Preliminacje | Półfinał | Półfinał | Finał  | Finał   | Źródło                  |
| Zawodnik                               | Konkurencja                       | Punkty       | Miejsce      | Punkty   | Miejsce  | Punkty | Miejsce | Źródło                  |
| -------------------------------------- | --------------------------------- | ------------ | ------------ | -------- | -------- | ------ | ------- | ----------------------- |
| Cédric Fofana                          | trampolina 3 m indywidualnie (m)  | 225,35       | 29.          | NQ       | NQ       | NQ     | NQ      | [ 170 ]                 |
| Nathan Zsombor-Murray                  | wieża 10 m indywidualnie (m)      | 443,85       | 5.           | 397,85   | 13.      | NQ     | NQ      | [ 171 ] [ 172 ] [ 173 ] |
| Rylan Wiens                            | wieża 10 m indywidualnie (m)      | 366,70       | 19.          | NQ       | NQ       |        |         | [ 171 ] [ 172 ] [ 173 ] |
| Vincent Riendeau Nathan Zsombor-Murray | wieża 10 m synchronicznie (m)     | N/A          | N/A          | N/A      | N/A      | 405,00 | 5.      | [ 174 ]                 |
| Jennifer Abel                          | trampolina 3 m indywidualnie (k)  | 332,40       | 3.           | 341,40   | 3.       | 297,45 | 8.      | [ 175 ] [ 176 ] [ 177 ] |
| Pamela Ware                            | trampolina 3 m indywidualnie (k)  | 330,10       | 4.           | 245,10   | 18.      | NQ     | NQ      | [ 175 ] [ 176 ] [ 177 ] |
| Meaghan Benfeito                       | wieża 10 m indywidualnie (k)      | 331,85       | 5.           | 296,40   | 13.      | NQ     | NQ      | [ 178 ] [ 179 ] [ 180 ] |
| Celina Toth                            | wieża 10 m indywidualnie (k)      | 261,40       | 23.          | NQ       | NQ       | NQ     | NQ      | [ 178 ] [ 179 ] [ 180 ] |
| Jennifer Abel Mélissa Citrini-Beaulieu | trampolina 3 m synchronicznie (k) | N/A          | N/A          | N/A      | N/A      | 300,78 | srebro  | [ 181 ]                 |
| Meaghan Benfeito Caeli McKay           | wieża 10 m synchronicznie (k)     | N/A          | N/A          | N/A      | N/A      | 299,16 | 4.      | [ 182 ]                 |

### Softball
- Reprezentacja kobiet

| - Danielle Lawrie - Sara Groenewegen - Jenna Caira - Lauren Bay-Regula - Natalie Wideman - Kaleigh Rafter - Kelsey Harshman - Joey Lye |  | - Jennifer Salling - Janet Leung - Emma Entzminger - Erika Polidori - Victoria Hayward - Jennifer Gilbert - Larissa Franklin |

| Drużyna | Konkurencja | Faza grupowa     | Faza grupowa          | Faza grupowa     | Faza grupowa     | Faza grupowa     | Faza grupowa | Finał            | Pozycja | Źródło          |
| Drużyna | Konkurencja | Przeciwnik Wynik | Przeciwnik Wynik      | Przeciwnik Wynik | Przeciwnik Wynik | Przeciwnik Wynik | Pozycja      | Przeciwnik Wynik | Pozycja | Źródło          |
| ------- | ----------- | ---------------- | --------------------- | ---------------- | ---------------- | ---------------- | ------------ | ---------------- | ------- | --------------- |
| Kanada  | kobiety     | Meksyk 4:0       | Stany Zjednoczone 0:1 | Australia 7:1    | Japonia 0:1      | Włochy 8:1       | 3.           | Meksyk 3:2       | brąz    | [ 183 ] [ 184 ] |

### Strzelectwo
| Zawodnik     | Konkurencja               | Kwalifikacje | Kwalifikacje | Finał | Finał   | Źródło  |
| Zawodnik     | Konkurencja               | Wynik        | Pozycja      | Wynik | Pozycja | Źródło  |
| ------------ | ------------------------- | ------------ | ------------ | ----- | ------- | ------- |
| Lynda Kiejko | pistolet pneumatyczny (k) | 558-9x       | 47.          | NQ    | NQ      | [ 185 ] |
| Lynda Kiejko | pistolet sportowy (k)     | 564-13x      | 42.          | NQ    | NQ      | [ 186 ] |

### Szermierka
| Zawodnik                                               | Konkurencja              | 1/32             | 1/16             | 1/8                | Ćwierćfinały           | Półfinały        | Finał/o 3. miejsce | Finał/o 3. miejsce | Źródło  |
| Zawodnik                                               | Konkurencja              | Przeciwnik Wynik | Przeciwnik Wynik | Przeciwnik Wynik   | Przeciwnik Wynik       | Przeciwnik Wynik | Przeciwnik Wynik   | Pozycja            | Źródło  |
| ------------------------------------------------------ | ------------------------ | ---------------- | ---------------- | ------------------ | ---------------------- | ---------------- | ------------------ | ------------------ | ------- |
| Maximilien Van Haaster                                 | floret indywidualnie (m) | Bye              | Choi P 10-15     | NQ                 | NQ                     | NQ               | NQ                 | 28.                | [ 187 ] |
| Alex Cai                                               | floret indywidualnie (m) | Joppich P 12-15  | NQ               | NQ                 | NQ                     | NQ               | NQ                 | 36.                | [ 187 ] |
| Eli Schenkel                                           | floret indywidualnie (m) | Bye              | Cassarà P 11-15  | NQ                 | NQ                     | NQ               | NQ                 | 30.                | [ 187 ] |
| Maximilien Van Haaster Alex Cai Blake Broszus          | floret drużynowo (m)     | N/A              | N/A              | Niemcy · P 31-45   | NQ                     | NQ               | NQ                 | 9.                 | [ 188 ] |
| Shaul Gordon                                           | szabla indywidualnie (m) | Bye              | Abedini P 10-15  | NQ                 | NQ                     | NQ               | NQ                 | 25.                | [ 189 ] |
| Marc-Antoine Blais Bélanger                            | szpada indywidualnie (m) | Dong Chao P 7-15 | NQ               | NQ                 | NQ                     | NQ               | NQ                 | 34.                | [ 190 ] |
| Jessica Guo                                            | floret indywidualnie (k) | Bye              | Blaze W 15-12    | Errigo P 8-15      | NQ                     | NQ               | NQ                 | 13.                | [ 191 ] |
| Eleanor Harvey                                         | floret indywidualnie (k) | Bye              | Ranvier W 15-9   | Kiefer P 13-15     | NQ                     | NQ               | NQ                 | 16.                | [ 191 ] |
| Kelleigh Ryan                                          | floret indywidualnie (k) | Bye              | Azuma W 12-11    | Zagidullina W 15-9 | Korobiejnikowa P 11-15 | NQ               | NQ                 | 8.                 | [ 191 ] |
| Kelleigh Ryan Eleanor Harvey Jessica Guo Alanna Goldie | floret drużynowo (k)     | N/A              | N/A              | N/A                | Francja · P 29-45      | Węgry · W 45-33  | Japonia · W 45-31  | 5.                 | [ 192 ] |
| Gabriella Page                                         | szabla indywidualnie (k) | Bye              | Zagunis P 3-15   | NQ                 | NQ                     | NQ               | NQ                 | 27.                | [ 193 ] |

### Taekwondo
| Zawodnik    | Konkurencja   | 1/8              | Ćwierćfinał         | Półfinał         | Repesaż          | Finał / 3. miejsce | Finał / 3. miejsce | Źródło  |
| Zawodnik    | Konkurencja   | Przeciwnik Wynik | Przeciwnik Wynik    | Przeciwnik Wynik | Przeciwnik Wynik | Przeciwnik Wynik   | Pozycja            | Źródło  |
| ----------- | ------------- | ---------------- | ------------------- | ---------------- | ---------------- | ------------------ | ------------------ | ------- |
| Yvette Yong | -49 kg kobiet | Tuyền P 5-19     | NQ                  | NQ               | NQ               | NQ                 | 11.                | [ 194 ] |
| Skylar Park | -57 kg kobiet | Hymer W 25-15    | Lo Chia-ling P 7-18 | NQ               | NQ               | NQ                 | 9.                 | [ 195 ] |

### Tenis stołowy
| Zawodnik              | Konkurencja        | Eliminacje       | Runda 1          | Runda 2          | Runda 3          | 1/8 finału              | Ćwierćfinały     | Półfinały        | Finał            | Finał   | Źródło  |
| Zawodnik              | Konkurencja        | Przeciwnik Wynik | Przeciwnik Wynik | Przeciwnik Wynik | Przeciwnik Wynik | Przeciwnik Wynik        | Przeciwnik Wynik | Przeciwnik Wynik | Przeciwnik Wynik | Pozycja | Źródło  |
| --------------------- | ------------------ | ---------------- | ---------------- | ---------------- | ---------------- | ----------------------- | ---------------- | ---------------- | ---------------- | ------- | ------- |
| Jeremy Hazin          | gra pojedyncza (m) | Bye              | Tokić P 0-4      | NQ               | NQ               | NQ                      | NQ               | NQ               | NQ               | 49.     | [ 196 ] |
| Zhang Mo              | gra pojedyncza (k) | N/A              | N/A              | Noskowa W 4-3    | Solja W 4-3      | Chen Meng P 1-4         | NQ               | NQ               | NQ               | 9.      | [ 197 ] |
| Jeremy Hazin Zhang Mo | turniej mieszany   | N/A              | N/A              | N/A              | N/A              | Xu Xin Liu Shiwen P 1-4 | NQ               | NQ               | NQ               | 9.      | [ 198 ] |

### Tenis ziemny
| Zawodnik                                 | Konkurencja | Pierwsza runda                   | Druga runda                      | Trzecia runda                     | Ćwierćfinały     | Półfinały        | Finał            | Finał   | Źródło  |
| Zawodnik                                 | Konkurencja | Przeciwnik Wynik                 | Przeciwnik Wynik                 | Przeciwnik Wynik                  | Przeciwnik Wynik | Przeciwnik Wynik | Przeciwnik Wynik | Pozycja | Źródło  |
| ---------------------------------------- | ----------- | -------------------------------- | -------------------------------- | --------------------------------- | ---------------- | ---------------- | ---------------- | ------- | ------- |
| Félix Auger-Aliassime                    | singiel (m) | Purcell P 0-2 (4:6, 6:7)         | NQ                               | NQ                                | NQ               | NQ               | NQ               | 33.     | [ 199 ] |
| Leylah Fernandez                         | singiel (k) | Jastremśka W 2-1 (6:3, 3:6, 6:0) | Krejčíková P 0-2 (2:6, 4:6)      | NQ                                | NQ               | NQ               | NQ               | 17.     | [ 200 ] |
| Gabriela Dabrowski Sharon Fichman        | debel (k)   | N/A                              | Pigossi Stefani P 0-2 (6:7, 4:6) | NQ                                | NQ               | NQ               | NQ               | 17.     | [ 201 ] |
| Gabriela Dabrowski Félix Auger-Aliassime | mikst       | N/A                              | N/A                              | Sakari Tsitsipas P 0-2 (3:6, 4:6) | NQ               | NQ               | NQ               | 9.      | [ 202 ] |

### Triathlon
| Zawodnik                                               | Konkurencja | Pływanie                | Zmiana 1            | Jazda na rowerze        | Zmiana 2            | Bieg                    | Czas             | Pozycja          | Źródło  |
| ------------------------------------------------------ | ----------- | ----------------------- | ------------------- | ----------------------- | ------------------- | ----------------------- | ---------------- | ---------------- | ------- |
| Amélie Kretz                                           | kobiety     | 19:39                   | 0:44                | 1:04:56                 | 0:33                | 34:41                   | 2:00:33          | 15.              | [ 203 ] |
| Joanna Brown                                           | kobiety     | 19:15                   | 0:42                | okrążenie straty        | okrążenie straty    | okrążenie straty        | okrążenie straty | okrążenie straty | [ 203 ] |
| Tyler Mislawchuk                                       | mężczyźni   | 17:50                   | 0:39                | 56:35                   | 0:29                | 30:55                   | 1:46:28          | 15.              | [ 204 ] |
| Matthew Sharpe                                         | mężczyźni   | 17:56                   | 0:39                | 56:31                   | 0:36                | 41:50                   | 1:57:32          | 48.              | [ 204 ] |
| Joanna Brown Alexis Lepage Amélie Kretz Matthew Sharpe | sztafeta    | 04:03 03:57 04:33 04:07 | 0:44 0:36 0:40 0:37 | 10:21 10:11 10:36 09:28 | 0:32 0:30 0:31 0:32 | 06:40 06:17 06:20 06:06 | 1:27:21          | 14.              | [ 205 ] |

### Wioślarstwo
| Zawodnik | Konkurencja | Eliminacje | Eliminacje | Repasaż | Repasaż | Ćwierćfinały | Ćwierćfinały | Półfinały            | Półfinały       | Finał           | Finał      | Miejsce | Źródło  |
| Zawodnik | Konkurencja | Czas       | M.         | Czas    | M.      | Czas         | M.           | Czas                 | M.              | Czas            | M.         | Miejsce | Źródło  |
| --- | ----------- | ---------- | ---------- | ------- | ------- | ------------ | ------------ | -------------------- | --------------- | --------------- | ---------- | ------- | ------- |
| Trevor Jones | M1x         | 7:04,12    | 1.         | N/A     | N/A     | 7:17,65      | 2.           | 7:06,18 Półfinał A/B | 6.              | 6:48,51 Finał B | 3.         | 9.      | [ 206 ] |
| Kai Langerfeld Conlin McCabe | M2-         | 6:40,99    | 3.         | N/A     | N/A     | N/A          | N/A          | 6:19,15              | 3.              | 6:20,43 Finał A | 4.         | 4.      | [ 207 ] |
| Patrick Keane Maxwell Lattimer | LM2x        | 6:27,54    | 3.         | 6:36,79 | 2.      | N/A          | N/A          | 6:18,29              | 5.              | 6:17,60         | 4. Finał B | 10.     | [ 208 ] |
| Jakub Buczek Luke Gadsdon Gavin Stone Will Crothers                                                                                          | M4-         | 6:05,47    | 5.         | 6:15,86 | 4.      | N/A          | N/A          | N/A                  | N/A             | 6:58,29         | 2. Finał B | 8.      | [ 209 ] |
| Carling Zeeman | W1x         | 7:40,72    | 2.         | N/A     | N/A     | 7:57,58      | 2.           | 7:38,28              | 5. Półfinał A/B | 7:29,59         | 2. Finał B | 8.      | [ 210 ] |
| Gabrielle Smith Jessica Sevick | W2x         | 6:57,69    | 2.         | N/A     | N/A     | N/A          | N/A          | 7:09,44              | 2.              | 6:53,19         | 6. Finał A | 6.      | [ 211 ] |
| Caileigh Filmer Hillary Janssens | W2-         | 7:18,34    | 1.         | N/A     | N/A     | N/A          | N/A          | 6:49,46              | 3.              | 6:52,10         | 3. Finał A | brąz    | [ 212 ] |
| Jill Moffatt Jennifer Casson | LW2x        | 7:11,30    | 2.         | N/A     | N/A     | N/A          | N/A          | 7:00,82              | 6. Półfinał A/B | 6:59,72         | 6. Finał B | 12.     | [ 213 ] |
| Jennifer Martins Kristina Walker Nicole Hare Stephanie Grauer                                                                                | W4-         | 6:40,07    | 3.         | 6:51,71 | 4.      | N/A          | N/A          | N/A                  | N/A             | 6:35,13         | 4. Finał B | 10.     | [ 214 ] |
| Lisa Roman Kasia Gruchalla-Wesierski Christine Roper Andrea Proske Susanne Grainger Madison Mailey Sydney Payne Avalon Wasteneys Kristen Kit | W8x         | 6:07,97    | 2.         | 5:53,73 | 2.      | N/A          | N/A          | N/A                  | N/A             | 5:59,13         | 1. Finał A | złoto   | [ 215 ] |

### Wspinaczka sportowa
| Zawodnik    | Konkurencja | Kwalifikacje           | Kwalifikacje | Kwalifikacje | Kwalifikacje | Kwalifikacje | Finał                  | Finał      | Finał       | Finał  | Pozycja | Źródło          |
| Zawodnik    | Konkurencja | Wyniki                 | Wyniki       | Wyniki       | Punkty       | Miejsce      | Wyniki                 | Wyniki     | Wyniki      | Punkty | Pozycja | Źródło          |
| Zawodnik    | Konkurencja | Wspinaczka na szybkość | Bouldering   | Prowadzenie  | Punkty       | Miejsce      | Wspinaczka na szybkość | Bouldering | Prowadzenie | Punkty | Pozycja | Źródło          |
| ----------- | ----------- | ---------------------- | ------------ | ------------ | ------------ | ------------ | ---------------------- | ---------- | ----------- | ------ | ------- | --------------- |
| Sean McColl | mężczyźni   | 14                     | 15           | 8            | 1680         | 17.          | NQ                     | NQ         | NQ          | NQ     | 17.     | [ 216 ] [ 217 ] |
| Alannah Yip | kobiety     | 6                      | 16           | 12           | 1152         | 14.          | NQ                     | NQ         | NQ          | NQ     | 14.     | [ 216 ] [ 218 ] |

### Zapasy
| Zawodnik         | Konkurencja                 | Kwalifikacje     | 1/8              | Ćwierćfinał      | Półfinał         | Repesaż 1        | Finał            | Finał   | Źródło  |
| Zawodnik         | Konkurencja                 | Przeciwnik Wynik | Przeciwnik Wynik | Przeciwnik Wynik | Przeciwnik Wynik | Przeciwnik Wynik | Przeciwnik Wynik | Pozycja | Źródło  |
| ---------------- | --------------------------- | ---------------- | ---------------- | ---------------- | ---------------- | ---------------- | ---------------- | ------- | ------- |
| Jordan Steen     | -97 kg mężczyzn styl wolny  | N/A              | Snyder P 2-12    | NQ               | NQ               | Conyedo P 2-4    | NQ               | 10.     | [ 219 ] |
| Amarveer Dhesi   | -125 kg mężczyzn styl wolny | N/A              | Akgül P 0-5      | NQ               | NQ               | NQ               | NQ               | 13.     | [ 220 ] |
| Danielle Lappage | -68 kg kobiet styl wolny    | N/A              | Wielijewa P 0-7  | NQ               | NQ               | NQ               | NQ               | 15.     | [ 221 ] |
| Erica Wiebe      | -76 kg kobiet styl wolny    | N/A              | Mäe P 4-5        | NQ               | NQ               | NQ               | NQ               | 11.     | [ 222 ] |

### Żeglarstwo
| Zawodnik                         | Konkurencja  | Wyścig | Wyścig | Wyścig | Wyścig | Wyścig | Wyścig | Wyścig | Wyścig | Wyścig | Wyścig | Wyścig | Wyścig | Wyścig | Punkty | Finałowa pozycja | Źródło  |
| Zawodnik                         | Konkurencja  | 1      | 2      | 3      | 4      | 5      | 6      | 7      | 8      | 9      | 10     | 11     | 12     | M*     | Punkty | Finałowa pozycja | Źródło  |
| -------------------------------- | ------------ | ------ | ------ | ------ | ------ | ------ | ------ | ------ | ------ | ------ | ------ | ------ | ------ | ------ | ------ | ---------------- | ------- |
| Sarah Douglas                    | Laser Radial | 18     | 4      | 4      | 26     | 8      | 24     | 13     | 5      | 4      | 2      | N/A    | N/A    | 18     | 100    | 6.               | [ 223 ] |
| Alexandra Ten Hove Mariah Millen | 49erFX       | 18     | 7      | 15     | 16     | 14     | 15     | 10     | 11     | 4      | 13     | 16     | 17     | NQ     | 138    | 16.              | [ 224 ] |
| Nikola Girke                     | RS:X         | 25     | 23     | 22     | 24     | 21     | 20     | 23     | 23     | 22     | 25     | 21     | 20     | NQ     | 244    | 23.              | [ 225 ] |
| Tom Ramshaw                      | Finn         | 13     | 7      | 11     | 14     | 10     | 13     | 2      | 9      | 13     | 2      | N/A    | N/A    | 14     | 94     | 10.              | [ 226 ] |
| Jacob Saunders Oliver Bone       | 470          | 12     | 17     | 16     | 16     | 7      | 15     | 16     | 12     | 17     | 14     | N/A    | N/A    | NQ     | 125    | 17.              | [ 227 ] |
| William Jones Evan DePaul        | 49er         | 19     | 19     | 20 UFD | 16     | 16     | 12     | 18     | 17     | 12     | 13     | 18     | 19     | NQ     | 179    | 19.              | [ 228 ] |

M – Wyścig medalowy